# Heinrichsort (Wurzbach)

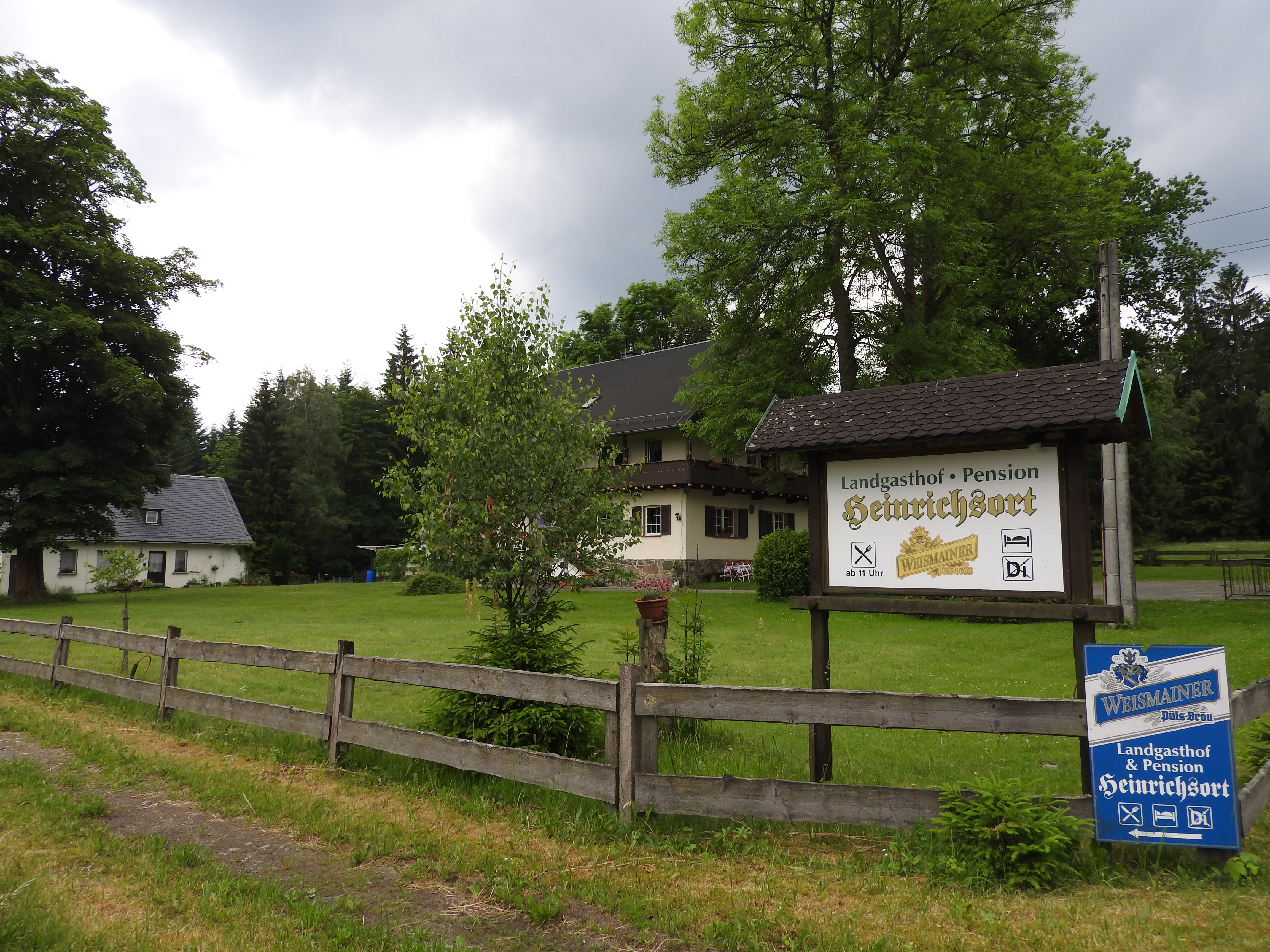
Gaststätte

Heinrichsort ist eine Siedlung der Stadt Wurzbach im Saale-Orla-Kreis in Thüringen.

## Geografie
Die L2373 (Grumbacher Straße) von Wurzbach führt durch einen Wald bergauf zum Bergrücken Titschenberg, auf dem ein gastronomisches Anwesen steht. Die Straße führt schnurgerade weiter bergauf nach Grumbach. In unmittelbarer Nähe verläuft auch der Rennsteig.

## Verkehr
Im Fahrplan 2017/18 ist Heinrichsort durch folgende Linie an den ÖPNV angebunden:
- Linie 612: Weitisberga – Wurzbach – Heinrichsort – Titschendorf

Die Linie wird von der KomBus betrieben.

## Geschichte
Die urkundliche Ersterwähnung erfolgte 1803.
Die Gastlichkeit in Heinrichsort begann Studienrat Oskar Müller mit seiner Gattin 1920/21. Sie kauften Grundstücke und bauten Pensionen. Das war der Anfang der Gastlichkeit in der Nähe des Rennsteigs auf der Höhe. Am Schweizer Haus  wurde ein Badeteich eingerichtet. Nach dem Zweiten Weltkrieg besetzte die Rote Armee das Gebiet und beschlagnahmte das Haus. Im Laufe der Zeit wurde es Sperrgebiet, und auserwählte Gäste konnten es besuchen. Ab 1973 bis zur Wende war das Haus Ferienheim des VEB Carl Zeiss in Jena. Seit 1993 ist wieder öffentliche Gastlichkeit durch eine Familie gegeben.